# Thomas Kinkade
Thomas Kinkade (Sacramento, Califórnia, 19 de janeiro de 1958 - Monte Sereno, 6 de abril de 2012) foi um pintor norte-americano.

## Biografia
Graduado na Universidade da Califórnia, Berkeley e na Escola de Arte e Design em Pasadena, Kinkade procurava obter sua inspiração em sua fé cristã. Seus quadros geralmente retratam imagens bucólicas, como jardins, correntezas, casas de campo, assim como vários símbolos religiosos.
Fazia parte do estilo de Kinkade o uso de cores vibrantes, e também os brilhos usados para representar a luz. Era chamado por vezes de "O Pintor da Luz" (epíteto patenteado), e, descrito por si como um cristão devoto, diz que esse epíteto inclui também uma dimensão moral.
Thomas Kinkade foi o artista norte-americano vivo mais colecionado. Vindo de um passado simples, enfatizava os prazeres simples e mensagens de inspiração por meio de suas pinturas. Como cristão fervoroso, ele utilizava sua arte para transmitir valores morais e religiosos.
Alguns críticos o acusam de ter "se vendido", pelo fato de comercializar a arte. Outros consideram suas pinturas muito bonitas, porém sem profundidade.

## Morte
Morreu em Los Gatos, em Califórnia, aos 54 anos, subitamente de causas naturais.